# Begari
Begari és un canal del Sind al Pakistan.
Surt de l'Indus al seu extrem sud-est. En 1851 el canal era estret i poc fondo i tenia una longitud de 80 km, però fou ampliat el 1854 i més aigua procedent de l'Indus s'hi va fer arribar fins a Jacobabad en només 16 hores; el canal fou allargat cap a l'oest i va passar a tenir 122 km regant, mercès a diverses branques, alguns districtes. Les principals branques són la de Nur Wah (30 km) i Mirza (16 km). Està connectat al canal de Ghar. Rega una superfície de 1282 km².
Segons mapa del Banc Mundial de 2006, aigües avall de la presa de Guddu es desvia un ramal alimentador amb el nom Begari Feeder, que passa per la ciutat de Kashmor, a partir de la qual circula paral·lel al corrent principal de l'Indus. El ramal Begari alimenta uns quants canals artificials com ara l'Unihar, el propi canal Begari, i el Sind. El canal Begari s'inicia a l'altura de Ghotki, però a la riba nord del riu. El canal Begari avança en direcció est oest. En fonts com Google Maps, la branca Begari Feeder, construïda entre 1953 i 1962 l'anomena Canal Guddu.

## Mesura de la distància.
Si es mesura la llargada del canal Begari més la llargada de l'alimentador que neix a prop de Kashmor, fa vora 170 km.